# Repelente ultrassônico
Um repelente ultrassônico é um tipo de repelente de insetos que pretensamente é capaz de afugentar os insetos por meios de ondas sonoras, sem a necessidade de inseticidas, sem gerar odores e sem incomodar as pessoas. Tais produtos se dizem capazes de emitir uma onda sonora acima de 20 kHz, o que afastaria os mosquitos. Contudo, pesquisas demonstram que tais aparelhos não apenas são ineficazes, como podem interferir na audição e saúde de animais domésticos.